# Insurrezione di al-Qaida in Yemen
L'insurrezione di al-Qaeda in Yemen è un lungo conflitto di guerriglia iniziato nello Yemen a partire dal 1998: le cellule dell'organizzazione di al-Qāʿida nella Penisola Arabica presenti nello Yemen diedero avvio a un conflitto armato volto a destabilizzare il governo yemenita, spalleggiato nella sua lotta da Stati Uniti d'America, Arabia Saudita e altri.
L'insurrezione è spesso classificata come un sub-conflitto all'interno della guerra globale al terrorismo islamista e, dal 2015, si è fusa con i più vasti eventi della guerra civile dello Yemen.

## Storia del conflitto
La storia operativa di Al-Qaeda in Yemen risale ai tempi del conflitto sovietico-afghano, Osama bin Laden reclutava infatti la maggior parte delle truppe nei pressi della zona nord dello Yemen.
Dopo la fine del conflitto, Bin Laden offrì il suo aiuto per abbattere il governo comunista del Sud, ma Turki bin Faysal Al Sa'ud rifiutò il suo aiuto. Dopo che l'Arabia Saudita e gli Stati Uniti d'America accettarono un accordo per l'unificazione dello Yemen in cui i leader del Partito Socialista Yemenita avrebbero governato, Al-Qaeda iniziò a uccidere i massimi esponenti del partito socialista.
Negli anni '90 i veterani della guerra sovietico-afghana formarono l'Esercito Islamico di Aden-Abyan, alleandosi con Al-Qaeda.
Con l'inizio della guerra civile, i combattimenti e gli attentati si sono intensificati raggiungendo alti livelli di violenza.